# Warburgiella leptocarpa
Warburgiella leptocarpa är en bladmossart som beskrevs av Fleischer 1923. Warburgiella leptocarpa ingår i släktet Warburgiella och familjen Sematophyllaceae. Inga underarter finns listade i Catalogue of Life.